# Productor de videojuegos
Un productor de videojuegos es la persona que se encarga de supervisar el desarrollo de un videojuego.
El primer uso documentado del término productor en los videojuegos fue hecho por Trip Hawkins, quién estableció la posición cuando fundó Electronic Arts en 1982. Su visión (influida por su relación con Jerry Moss) era que los productores gestionarían el A&R de la misma manera que en la industria de la música, y Hawkins tomó productores discográficos de A&M Records para ayudar a entrenar a los primeros productores.
A pesar de que el término es un estándar de la industria hoy en día, fue calificado como una "imitación de Hollywood" por muchos ejecutivos de videojuegos y miembros de la prensa de aquel entonces. Durante toda su historia, el rol del productor de videojuegos ha sido definido en un amplio rango de maneras por diferentes empresas y equipos, y existen una variedad de posiciones en la industria referidas como productor.
Hay relativamente pocas superestrellas de la producción de videojuegos que son paralelas a aquellas que conocemos en el cine, en parte debido a que los productores más importantes son generalmente empleados por distribuidoras que eligen no publicitar en gran medida sus contribuciones. A diferencia de sus homólogos del cine o la música, estos productores no poseen sus propias empresas independientes.

## Tipos de productores
La mayoría de los videojuegos son desarrollados por desarrolladoras third party. En estos casos, puede haber productores externos e internos. Los productores externos pueden hacer de "productores ejecutivos" y son empleados por el distribuidor del juego. Los productores internos trabajan para la desarrolladora en sí y cumplen un rol de mayor actividad. Aun así, algunos desarrolladores de juegos pueden no tener productores internos, disponiendo así únicamente del productor de la distribuidora.
Para un productor externo, las responsabilidades de su trabajo pueden estar enfocadas principalmente en la supervisión de proyectos siendo llevados a cabo por un número de desarrolladores. Mientras se mantienen al tanto del progreso de los juegos siendo desarrollados externamente, ellos informan a la distribuidora del estado de los proyectos pendientes y cualquier problema que podrían estar experimentando. Si el productor de una distribuidora se encuentra supervisando un juego siendo desarrollado internamente, su rol es más del tipo de un productor interno y generalmente trabajará únicamente en un solo juego o algunos pocos juegos pequeños.
A medida que los juegos han ido creciendo y tornándose más caros, los "line producers" han empezado a formar parte de algunos equipos. Basándose en las tradiciones del cine, los line producers se enfocan en los horarios y los costos del proyecto para asegurar que los juegos son completados a tiempo y a presupuesto.

## Responsabilidades
Un productor interno está fuertemente implicado en el desarrollo de, generalmente, un solo juego.
Las responsabilidades de esta posición varían de empresa a empresa, pero en general, la persona en esta posición tiene los siguientes deberes:
- Negociación de contratos
- Servir de enlace entre el equipo de desarrollo y los interesados superiores (la distribuidora o el personal ejecutivo)
- Desarrollar y mantener horarios y presupuestos
- Supervisar el desarrollo creativo (arte y diseño) y técnico (programación) del juego
- Asegurar que las entregas sean a tiempo
- Mantener horarios para la garantía de calidad (testeo)
- Organizar el testeo beta y los grupos focales, si se aplica
- Organizar la localización

En resumen, el productor interno es el responsable de la entrega a tiempo del juego y de la calidad final del mismo.
Para juegos pequeños, el productor puede interactuar directamente con el equipo creativo y de programación. Para juegos más grandes, el productor buscará la asistencia del programador jefe, el jefe de arte, el diseñador del juego y el jefe de testeo. Si bien es común para el productor conocerse con el equipo de desarrollo entero, en juegos más grandes, solo conocerá a los jefes para mantenerse actualizado en el estado del desarrollo.
En la mayoría de los juegos, el productor no posee un gran rol pero sí algo de influencia en el desarrollo del diseño del juego. Si bien no es un diseñador de videojuegos, el productor tiene que realizar los pedidos de la distribuidora o la gestión superior en el diseño. Generalmente busca la asistencia del diseñador del juego en esta tarea. Por lo tanto el diseño final del juego es un resultado del esfuerzo del diseñador y algo de influencia del productor.
En general, el productor no es el "jefe" de la gente del equipo de desarrollo del juego, pero sí el jefe del juego. Por lo tanto mientras que un programador puede responder a un director de programación, si se involucran asuntos del juego, responden al productor. Los productores pueden emitir amonestaciones o elogios, pero por lo general el destino del empleo del desarrollador no está en manos del productor. Así que si bien puede recomendar el despido o promoción de ciertos empleados, el productor normalmente no puede despedir o ascender a los miembros del equipo por sí solo.

## Ganancias
Por lo general, los productores de videojuegos están en el tercer puesto de las posiciones del desarrollo de videojuegos mejor pagadas, detrás de los negocios (marketing y gestión) y programadores. De acuerdo a una encuesta anual de salarios de la industria, los productores ganan un promedio de USD$78.716 por año. Los productores con menos de tres años de experiencia ganan $62.500 mientras que aquellos con más de tres y menos de seis años de experiencia ganan un promedio de $89.184 por año. Los productores ejecutivos con más de seis años de experiencia ganan un promedio de $125.000 anualmente.

## Productores destacables
- Leslie Benzies (desde Grand Theft Auto III hasta Grand Theft Auto V)
- Fumito Ueda (Ico, Shadow of the Colossus)
- Hideo Kojima (Metal Gear, Zone of the Enders)
- Hironobu Sakaguchi (saga Final Fantasy)
- Jade Raymond (Assassin's Creed)
- Michel Ancel (Beyond Good & Evil, saga Rayman)
- Richard Garriot (saga Ultima)
- Suda 51 (Killer7, No More Heroes)
- Shigeru Miyamoto (Super Mario 64, The Legend of Zelda: Ocarina of Time)
- Eiji Aonuma (The Legend of Zelda: Breath of the Wild, The Legend of Zelda: Skyward Sword)
- Tetsuya Mizuguchi (saga Lumines, Rez)
- Keiji Inafune (Mega Man, Dead Rising, Onimusha)
- Shinji Mikami (Resident Evil, Devil May Cry, Dino Crisis)